# Irácká hymna
Hymna Iráku je populární píseň Mawtini (arabsky موطني‎, česky Má vlasti), napsaná roku 1934 palestinským básníkem Ibrahimem Touqanem. V roce 2004 nahradila starou iráckou hymnu Ardh Alforatain z dob Saddáma Husajna. Hudbu složil Muhammad Fuliefil.
Do roku 1996 byla píseň i hymnou Státu Palestina.

## Text
| \| مَوطِنِي مَوطِنِي الجلالُ والجمالُ والسَّنَاءُ والبَهَاءُ في رُبَاكْ في رُبَاكْ والحياةُ والنجاةُ والهناءُ والرجاءُ في هواكْ في هواكْ هلْ أراكْ هلْ أراكْ سالِماً مُنَعَّماً و غانما مكرما سالما منعما و غانما مكرما هلْ أراكْ في عُلاكْ تبلُغُ السِّمَاكْ تبلغُ السِّمَاكْ مَوطِنِي مَوطِنِي الشبابُ لنْ يكِلَّ هَمُّهُ أنْ تستَقِلَّ أو يَبيدْ أو يَبيدْ نَستقي منَ الرَّدَى ولنْ نكونَ للعِدَى كالعَبيدْ كالعَبيدْ لا نُريدْ لا نُريدْ ذُلَّنَا المُؤَبَّدا وعَيشَنَا المُنَكَّدا لا نُريدْ بلْ نُعيدْ مَجدَنا التّليدْ مَجدَنا التّليدْ مَوطِنِي مَوطِنِي الحُسَامُ و اليَرَاعُ لا للكلامُ والنزاعُ رَمْزُنا رَمْزُنا مَجدُنا و عهدُنا وواجبٌ منَ الوَفا يهُزُّنا يهُزُّنا عِزُّنا عِزُّنا غايةٌ تُشَرِّفُ و رايةٌ ترَفرِفُ يا هَنَاكْ في عُلاكْ قاهِراً عِداكْ قاهِراً عِداكْ مَوطِنِي مَوطِنِي \| | mawṭinī mawṭinī al-jalālu wa-l-jamālu wa-s-sanā'u wa-l-bahā'u fī rubāk fī rubāk wa-l-ḥayātu wa-n-naǧātu wal-hanā'u wa-r-raǧā'u fī hawāk fī hawāk hal arāk hal arāk sālimān munaʿamān wa ġānimān mukarramān hal arāk fī ʿulāk tabluġu s-simāk tabluġu s-simāk mawṭinī mawṭinī aš-šabābu lan yakilla hammahu an yastaqilla aw yabīd, aw yabid nastaqī mina r-radá wa lan nakūna li-l-ʿidā' kālʿabīd, kālʿabīd lā nurīd lā nurīd ḏullanā al-mu'abbada wa ʿayšanā al-munakkada lā nurīd bal nuʿīd maǧdanā t-talīd maǧdanā t-talīd mawṭinī mawṭinī al-ḥusāmu wa-l-yarāʿu lā l-kalām wa-n-nizāʿu ramzunā ramzunā maǧdunā wa ʿahdunā wa wāǧibun ilá l-wafā' yahuzzunā yahuzzunā ʿizzunā ʿizzunā ġāyâtun tušarrifu wa rāyâtun turafrifu yā hanāk fī ʿulāk qāhirān ʿidāk qāhirān ʿidāk mawṭinī mawṭinī | My homeland, My homeland Glory and beauty, Sublimity and splendor Are in your hills, Are in your hills Life and deliverance, Pleasure and hope Are in your air, Are in your Air Will I see you? Will I see you? Safe and comforted, Sound and honored Will I see you in your eminence? Reaching to the stars, Reaching to the stars My homeland, My homeland The youth will not tire, ’till your independence, or they die We will drink from death and will not be to our enemies like slaves, like slaves We do not want, We do not want An eternal humiliation nor a miserable life We do not want But we will bring back our storied glory, our storied glory My homeland, My homeland The sword and the pen, not the talk nor the quarrel Are our symbols, Are our symbols Our glory and our covenant and a duty to be faithful Moves us, moves us Our glory, Our glory Is an honorable cause and a waving standard O, behold you in your eminence Victorious over your enemies, victorious over your enemies My homeland, My homeland Má vlasti, má vlasti, sláva a krása, vznešenost a nádhera jsou v tvých kopcích, jsou v tvých kopcích. Život a osvobození, radost a naděje jsou v tvém vzduchu, jsou v tvém vzduchu Uvidím tě, uvidím tě bezpečnou a spokojenou, zdravou a váženou? Uvidím tě v tvém věhlasu dosahovat až ke hvězdám, dosahovat až ke hvězdám má vlasti, má vlasti? Má vlasti, má vlasti, mladí lidé se neunaví, dokud nedosáhnou tvé nezávislosti nebo nezemřou Budeme pít ze smrti a nebudeme pro své nepřátele jako otroci, jako otroci Nechceme, nechceme věčné ponižování ani bídný život Nechceme, ale přineseme zpět naši legendární slávu, naši legendární slávu má vlasti, má vlasti Má vlasti, má vlasti, meč a pero, žádné řeči ani hádky, jsou našimi symboly, jsou našimi symboly Naše sláva a naše přísaha a povinnost být věrný námi pohnou, námi pohnou. Naše sláva, naše sláva je čestným důvodem a vlajícím praporem Vidím tě ve tvém věhlasu vítězit nad svými nepřáteli, má vlasti, má vlasti. |
| مَوطِنِي مَوطِنِي الجلالُ والجمالُ والسَّنَاءُ والبَهَاءُ في رُبَاكْ في رُبَاكْ والحياةُ والنجاةُ والهناءُ والرجاءُ في هواكْ في هواكْ هلْ أراكْ هلْ أراكْ سالِماً مُنَعَّماً و غانما مكرما سالما منعما و غانما مكرما هلْ أراكْ في عُلاكْ تبلُغُ السِّمَاكْ تبلغُ السِّمَاكْ مَوطِنِي مَوطِنِي الشبابُ لنْ يكِلَّ هَمُّهُ أنْ تستَقِلَّ أو يَبيدْ أو يَبيدْ نَستقي منَ الرَّدَى ولنْ نكونَ للعِدَى كالعَبيدْ كالعَبيدْ لا نُريدْ لا نُريدْ ذُلَّنَا المُؤَبَّدا وعَيشَنَا المُنَكَّدا لا نُريدْ بلْ نُعيدْ مَجدَنا التّليدْ مَجدَنا التّليدْ مَوطِنِي مَوطِنِي الحُسَامُ و اليَرَاعُ لا للكلامُ والنزاعُ رَمْزُنا رَمْزُنا مَجدُنا و عهدُنا وواجبٌ منَ الوَفا يهُزُّنا يهُزُّنا عِزُّنا عِزُّنا غايةٌ تُشَرِّفُ و رايةٌ ترَفرِفُ يا هَنَاكْ في عُلاكْ قاهِراً عِداكْ قاهِراً عِداكْ مَوطِنِي مَوطِنِي       | | |